# Pitsijärvi (sjö i Enontekis, Lappland)
Pitsijärvi är en sjö i kommunen Enontekis i landskapet Lappland i Finland. Sjön ligger 488,7 meter över havet. Arean är 44 hektar och strandlinjen är 2,79 kilometer lång. Sjön  ingår i Torne älvs huvudavrinningsområde.   Den ligger omkring 310 kilometer nordväst om Rovaniemi och omkring 970 kilometer norr om Helsingfors. 